# Lazare de Baïf
Lazare de Baïf, (lateinisch Lazarus Baifius (auch: Bayfius); * 1496 in Manoir des Pins in der Nähe von La Flèche; † 1547 in Paris) war ein französischer Humanist, neulateinischer und französischer Schriftsteller sowie Diplomat.

## Leben und Wirken
Lazare de Baïf war der Sohn des Ritters Jean de Baïf und von Marguerite Chasteignier de la Rocheposay. Nach dem Studium von Jura und Literatur war er zunächst als Anwalt am Parlament in Paris tätig. Im Jahr 1529 wurde er von Franz I. als Botschafter Frankreichs nach Venedig geschickt. Hier wurde 1532 sein illegitimer Sohn Jean-Antoine de Baïf geboren. Schon während seiner Zeit in Venedig korrespondierte De Baïf u. a. mit Jacopo Sadoleto, Pietro Bembo und Erasmus von Rotterdam. 1540 nahm er am Hagenauer Religionsgespräch teil. Er wurde dabei von Charles Estienne und Pierre de Ronsard begleitet. Während De Baïf vordergründig eine gütliche Einigung zwischen Katholiken und Protestanten fördern sollte, war sein eigentlicher Auftrag, den Einfluss von Karl V. zu ruinieren und protestantische Fürsten für die Unterstützung von Franz I. zu gewinnen, womit er allerdings keinen Erfolg hatte. Nach der Rückkehr nach Paris nahm er seine vorherige Tätigkeit als Requetenmeister wieder auf und widmete sich der Erziehung und Ausbildung seines Sohnes Jean-Antoine. Im Jahr 1540 wurde er Kommendatarabt der Abtei Notre-Dame de la Grainetière. 1543 tauschte er diese mit seinem Vetter Pierre VI. Chateigner de la Rocheposay gegen die Abtei Charroux. Kurz nach dem Tod von Franz I. am 11. April 1547 verstarb auch De Baïf in Paris. Sein Sohn, der später in der Dichtergruppe La Pléiade berühmt wurde, verfasste seine Grabinschrift:
Sopore sacro Lazarus Baifius

Dormit. Mori ne dixeris bonos viros:

Vixit, quiescit. Vivus est non mortuus.

## Schriften
- De re vestiaria. Bebel, Bâle 1526.
- De vasculis. Bebel, Bâle 1531.
- De re navali. Rob. Stephan, Paris 1536.
- Tragedie de Sophocles intitulée Electra, contenant la vengence de l’inhumaine et trespiteuse mort d’Agamemnon Roy de Mycene la grand, faicte par sa femme Clytemnestra et son adultere Egistus. Ladicte Tragedie traduicte du grec dudit Sophocles en rythme Francoyse, ligne pour ligne, et vers pour vers. Estienne Roffet, Paris 1537.
- La Tragedie d’Euripide, nommee Hecuba: traduict de Grec en rythme Francoise, dediee au Roy. Robert Estienne, Paris 1544.